# Festuca pampeana
Festuca pampeana là một loài thực vật có hoa trong họ Hòa thảo. Loài này được Speg. mô tả khoa học đầu tiên năm 1896.